# 9517 Нєхайшен
9517 Нєхайшен (9517 Niehaisheng) — астероїд головного поясу, відкритий 3 листопада 1977 року.
Тіссеранів параметр щодо Юпітера — 3,366.
Названо на честь китайського космонавта Нє Хайшена (кит.: 聂海胜).